# Kate Andersen
Kate Andersen (11 mei 1917 - 4 december 2001) was een schaatsster uit Noorwegen. Ze nam deel aan het eerste wereldkampioenschap allround schaatsen voor vrouwen in 1933.

## Resultaten

### Wereldkampioenschappen
| Jaar | Jaar     | Plaats | Resultaten   | Resultaten                      |
| ---- | -------- | ------ | ------------ | ------------------------------- |
| 1933 | Allround | Oslo   | 7e Allround  | 8e 500 m 8e 1000 m 7e 1500 m    |
| 1934 | Allround | Oslo   | - Allround   | 10e 500 m 9e 1000 m - 1500 m    |
| 1935 | Allround | Oslo   | 10e Allround | 10e 500 m 10e 1000 m 10e 1500 m |

### Noorse kampioenschappen
| Jaar | Allround         | Allround                                |
| ---- | ---------------- | --------------------------------------- |
| 1932 | 11e              | 12e 500 m 11e 1000 m                    |
| 1933 | 5e               | 7e 500 m 5e 1000 m 6e 1500 m            |
| 1934 | Niet deelgenomen | Niet deelgenomen                        |
| 1935 | Niet deelgenomen | Niet deelgenomen                        |
| 1936 | 5e               | 6e 500 m 6e 1000 m 5e 1500 m            |
| 1937 | 6e               | 5e 500 m 10e 1000 m 5e 1500 m 4e 3000 m |

## Persoonlijke records
| Afstand    | Tijd    | Datum           | Baan |
| ---------- | ------- | --------------- | ---- |
| 500 meter  | 56,30   | 23 januari 1937 | Oslo |
| 1000 meter | 1.58,00 | 18 januari 1936 | Oslo |
| 1500 meter | 3.03,30 | 18 januari 1936 | Oslo |
| 3000 meter | 6.37,70 | 23 januari 1937 | Oslo |